# Santuario di Vourry
Il santuario di Vourry (pron. fr. AFI: [vuʁi]; altra grafia Voury, in certi casi Voures - [vuʁ]), oppure Notre-Dame-de-Grâce de Voury, si trova nel comune di Gaby in Valle d'Aosta. È situato a quota 980 m s.l.m. e a circa 2 chilometri prima del capoluogo di Gaby, in località Voury.
È dedicato alla Madonna delle Grazie (in francese, Notre-Dame-de-Grâce).

## Descrizione e storia
Una cappella era presente all'inizio del XIX secolo. Nel 1833, un abitante di Gaby, Jean-Pantaléon Touscoz, durante una passeggiata insieme alla moglie e alla domestica, venne travolto da una valanga nei pressi della cappella. L'unico superstite fu Jean-Pantaléon che, dopo giorni passati sotto la neve pregando la Madonna  di salvarlo, donò una cospicua somma di denaro alla parrocchia per costruire un santuario in onore di Maria.
Sulle mura sono presenti le stazioni della Via Crucis.
Secondo un'usanza locale, la popolazione di Gaby si riuniva il giorno di Pasqua per cantare il Réjouis-toi, Marie, importante canto mariano francofono, in quanto il santuario è mariano, oggi dedicato a Notre-Dame-de-Grâce e in precedenza a Notre-Dame-de-l'Allégresse. La festa patronale è il 2 luglio. Il parroco di Gaby più attivo per il santuario è stato Jean-Pierre Goyet.
Il santuario è stato oggetto di restauro negli ultimi anni per rispondere alle esigenze di luogo di pellegrinaggio di primo piano, il 12 agosto.
Di particolare pregio l'altare maggiore e l'organo, uno dei più antichi della Valle d'Aosta.

## Galleria d'immagini

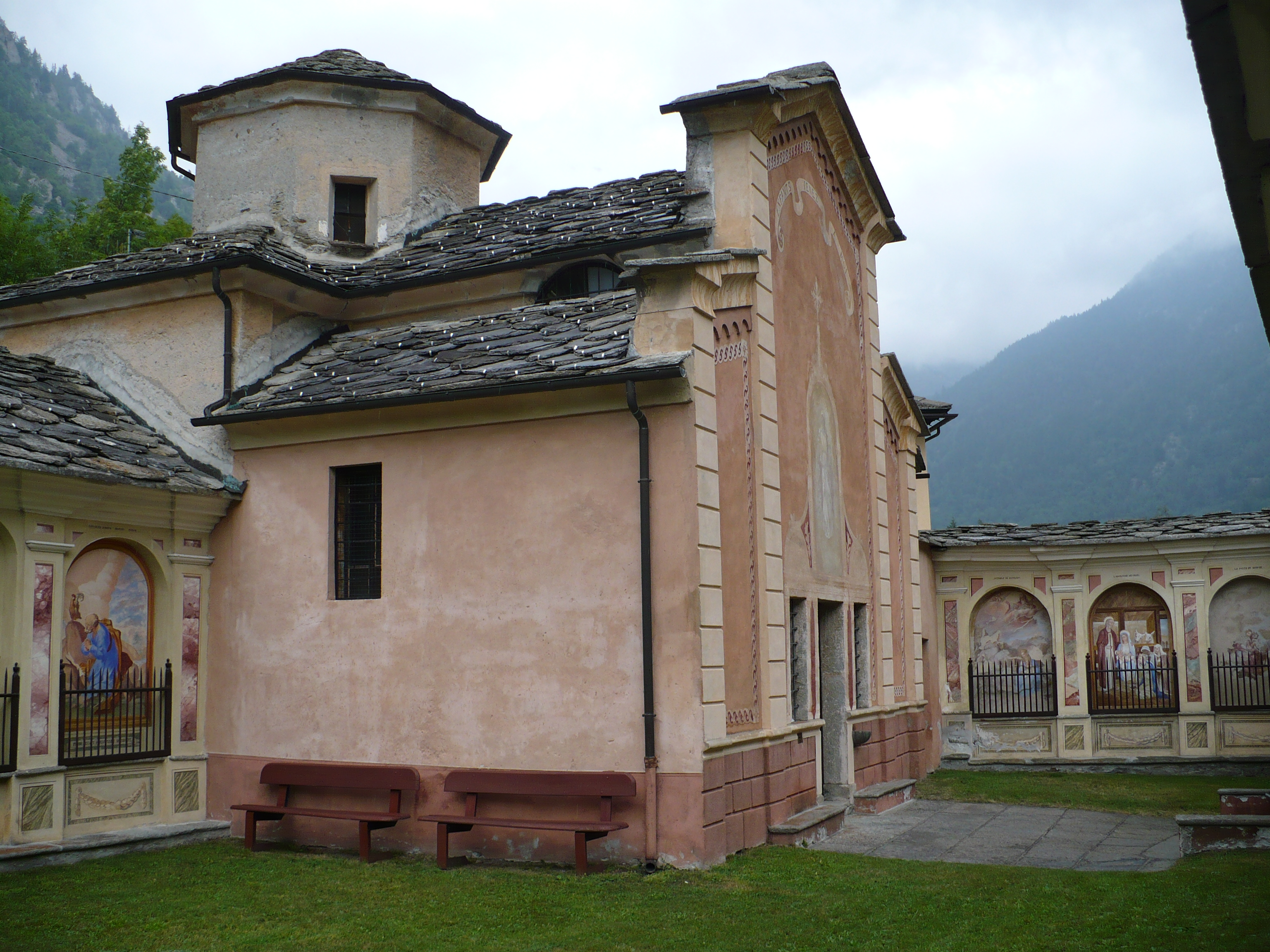
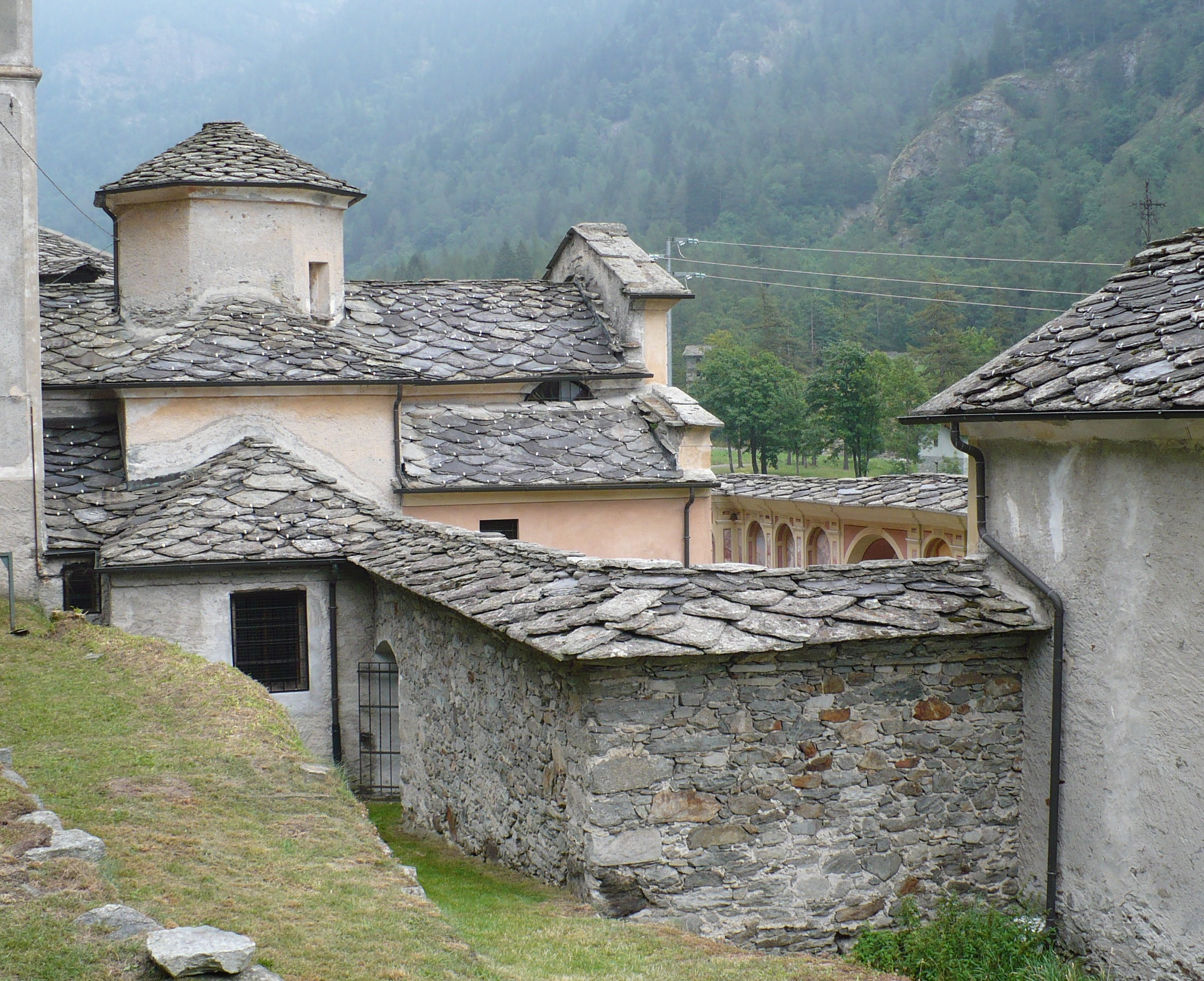
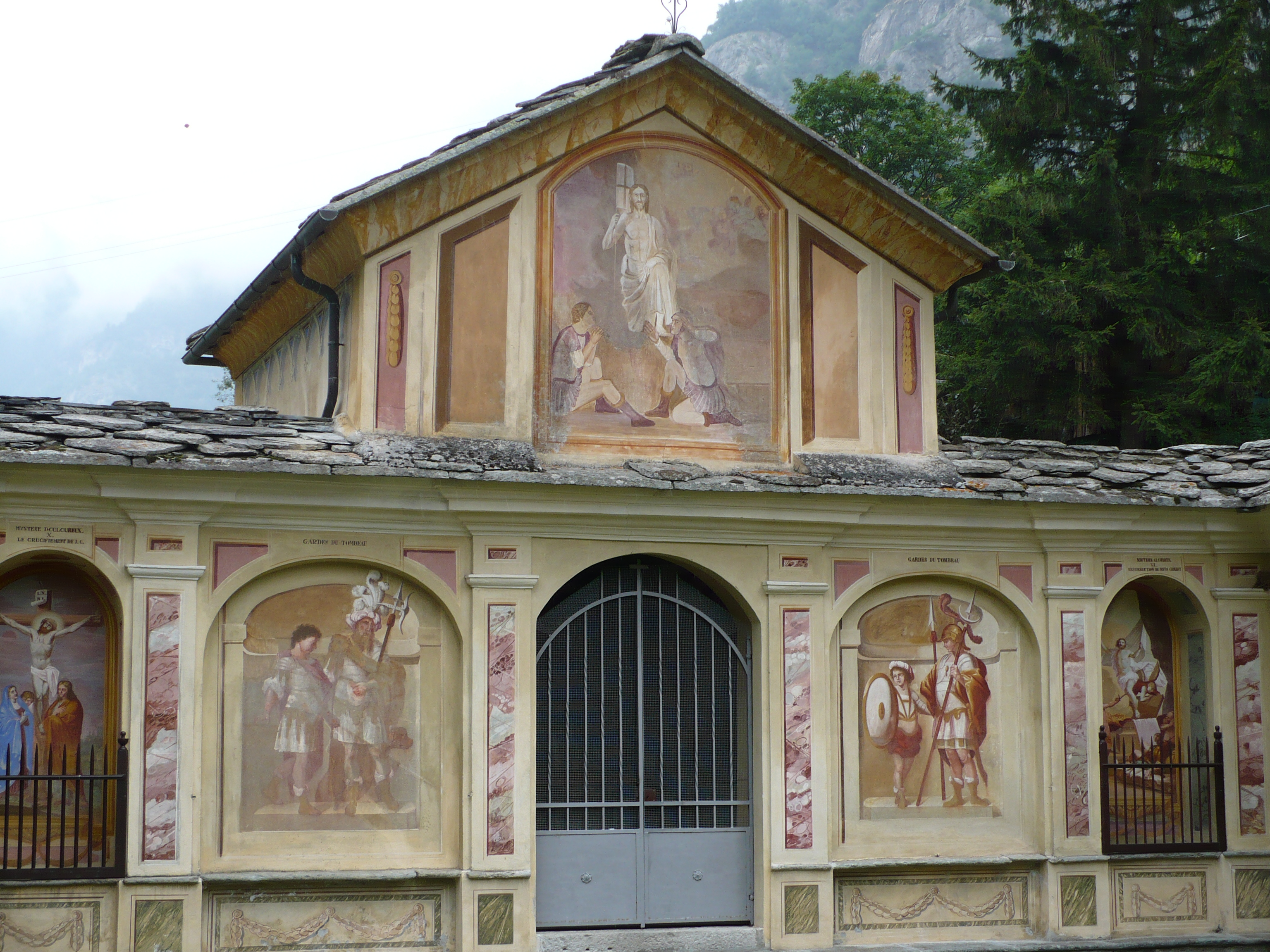
Cappella
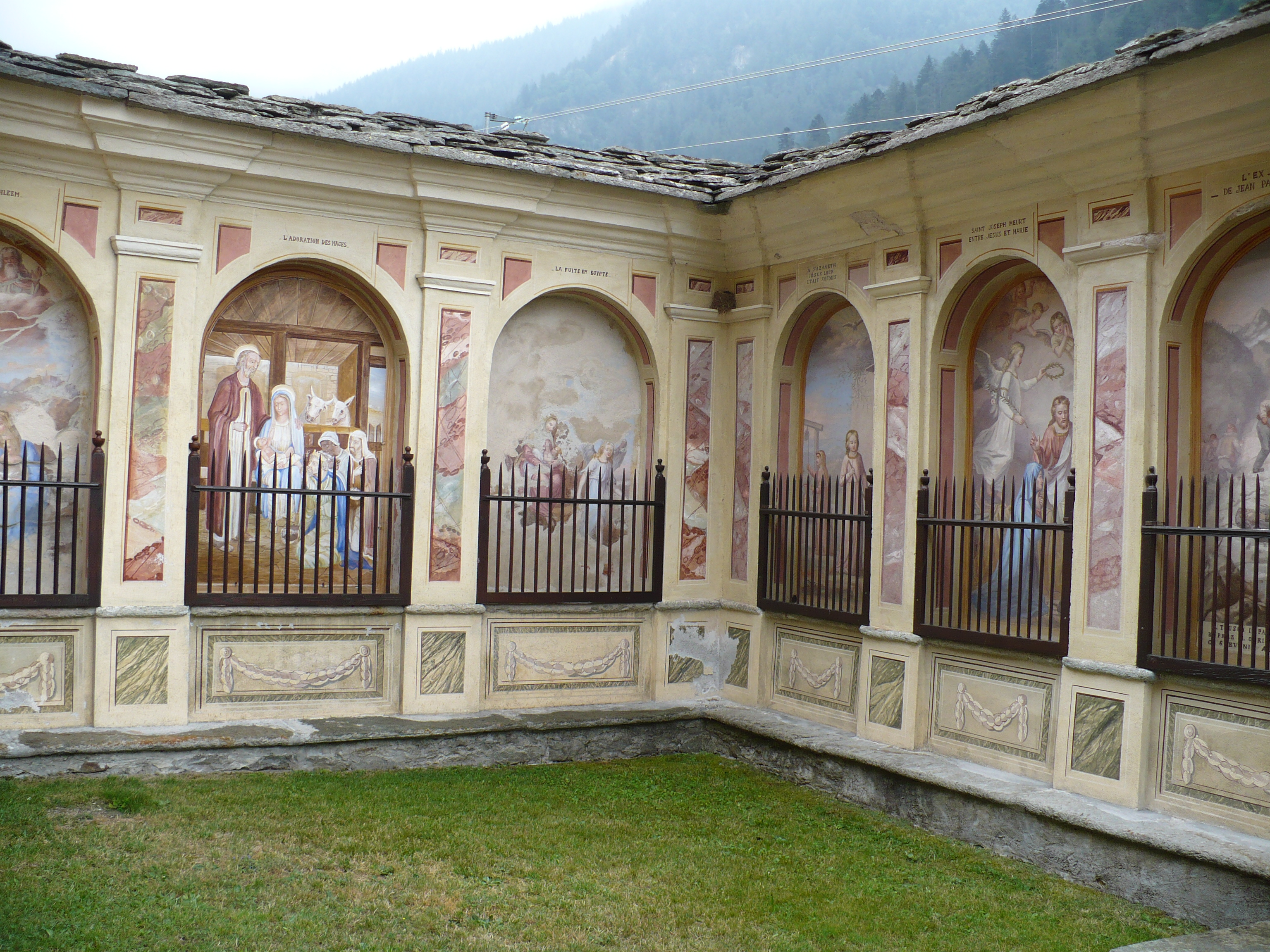
Alcune stazioni della Via Crucis